# Mikrowytłaczanie
Mikrowytłaczanie – metoda wytwarzania warstwowego (addytywnego), w której części są budowane warstwowo od dołu do góry i mają co najmniej jeden ze swoich wymiarów w zakresie mikrometrów. Materiał stosowany do mikrowytłaczania jest w postaci pasty. 
Mikrowytłaczanie polega na zintegrowaniu układu dozowania materiału z napędem pneumatycznym lub mechanicznym (tłokowym lub śrubowym) oraz sterowaną komputerowo manipulatorową platformą do wytłaczania. Następnie, poprzez ruch tłoka materiał układany jest na podłużu. Zwykle wytwarza się włókna ciągłe, co różni metodę od innych cyfrowych technologii pisarskich, takich jak inkjet i E-jet, które są procesami opartymi na depozycji kropli. Strategia ta zapewnia wytwarzanie ekonomiczne, z szerokim wyborem materiałów i możliwością drukowania w wysokiej rozdzielczości.
Części mogą być wykonane bez konieczności dalszej obróbki lub stosowania specjalnych narzędzi dzięki formatowi CAD. Proces ten jest rozwijany od lat 90. XX wieku. Postępy w badaniach nad tym procesem są liczne, m.in. w zakresie dokładności nadruków, odmian stosowanych materiałów, a więc i receptur (szkło, azotek krzemu), czy złożoności wytwarzanych geometrii.

## Zastosowanie
Elementy ceramiczne przetwarzane tą techniką mogą znaleźć szeroki zakres potencjalnych zastosowań w różnych dziedzinach, takich jak medycyna i elektronika.